# Sailer Stepan und Partner

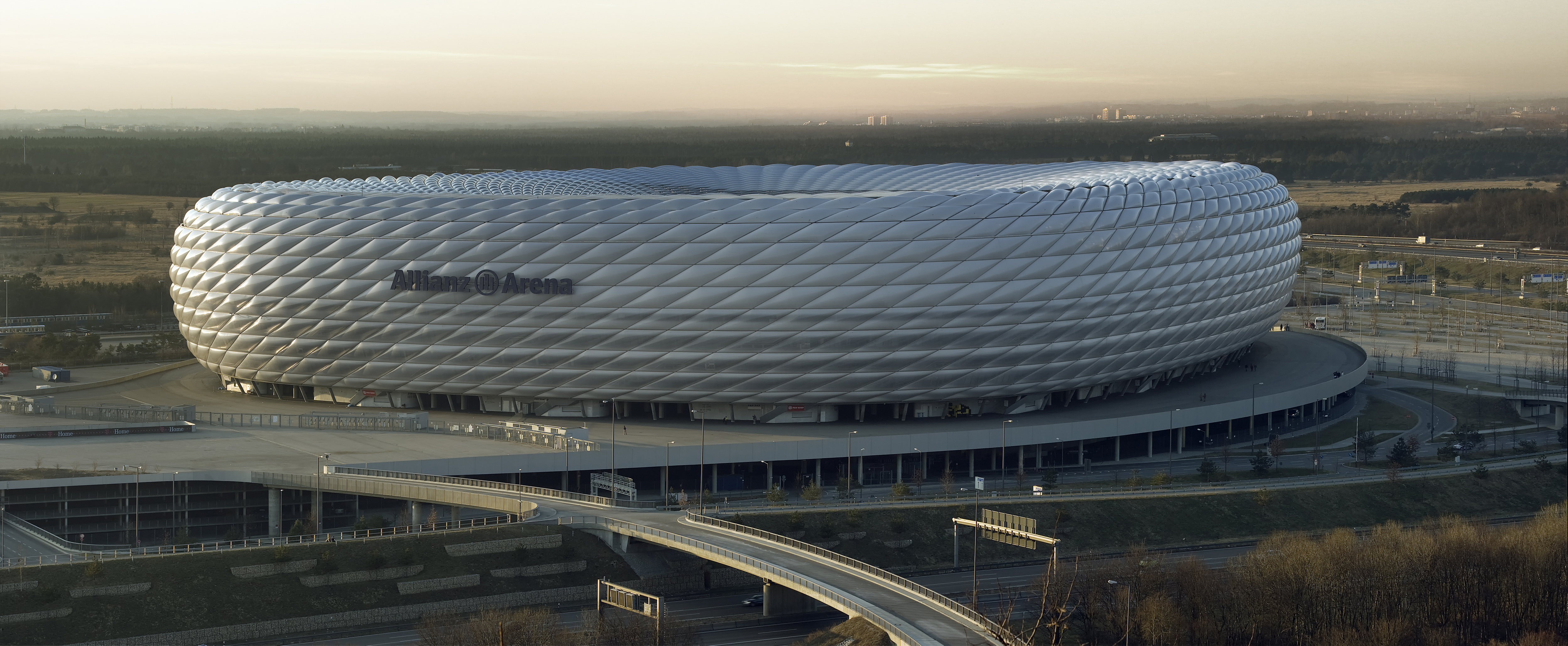
Allianz Arena, München, 2005

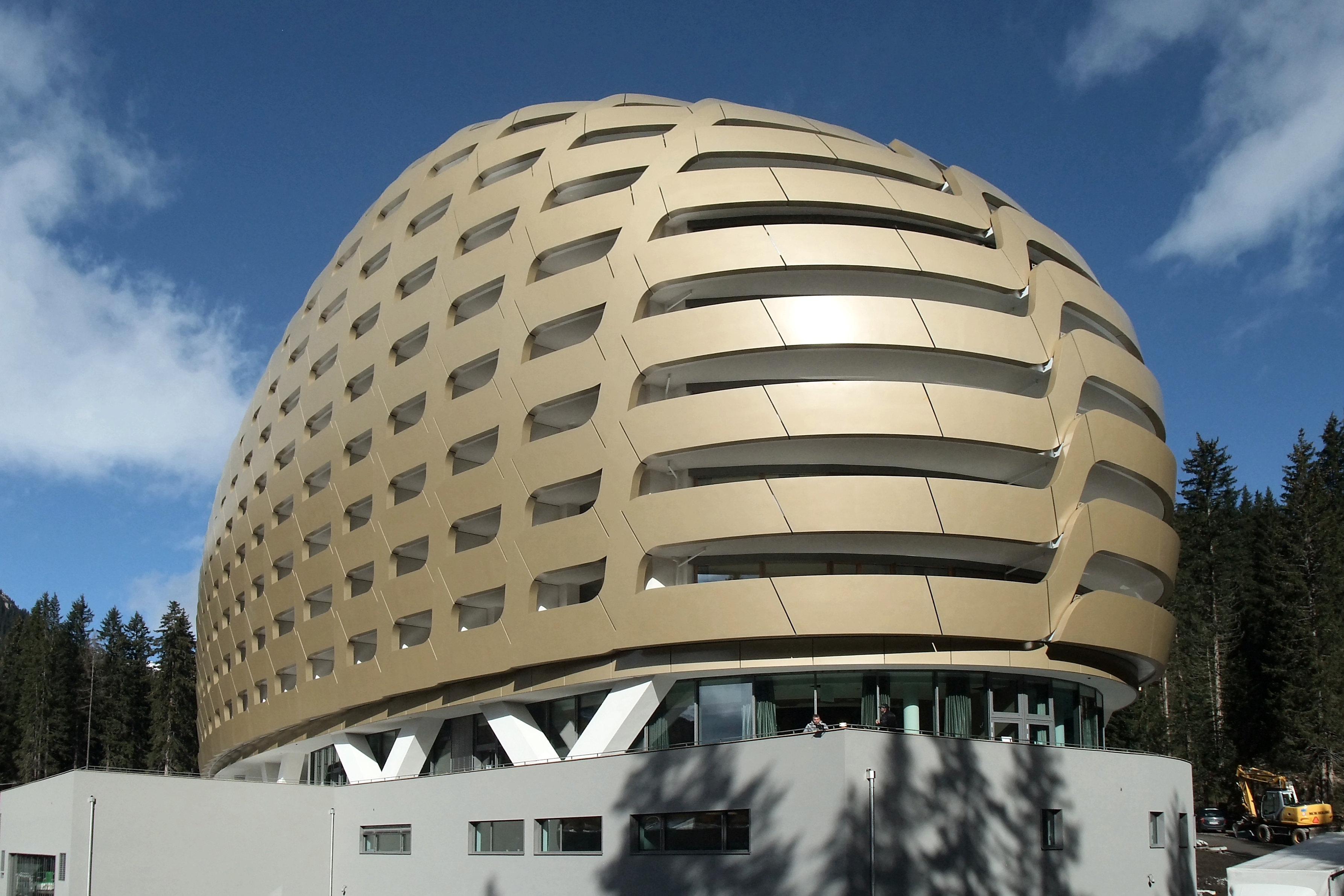
InterContinental, Davos, 2013

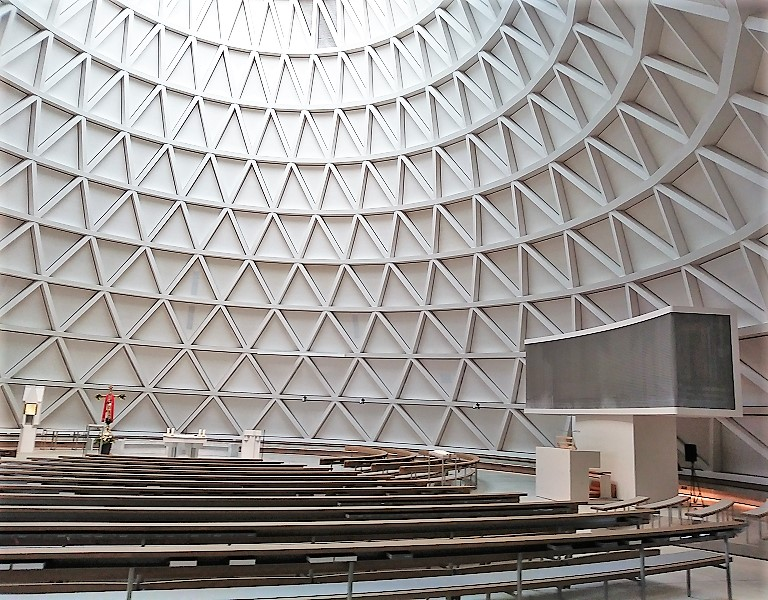
St. Josef, Holzkirchen, 2018

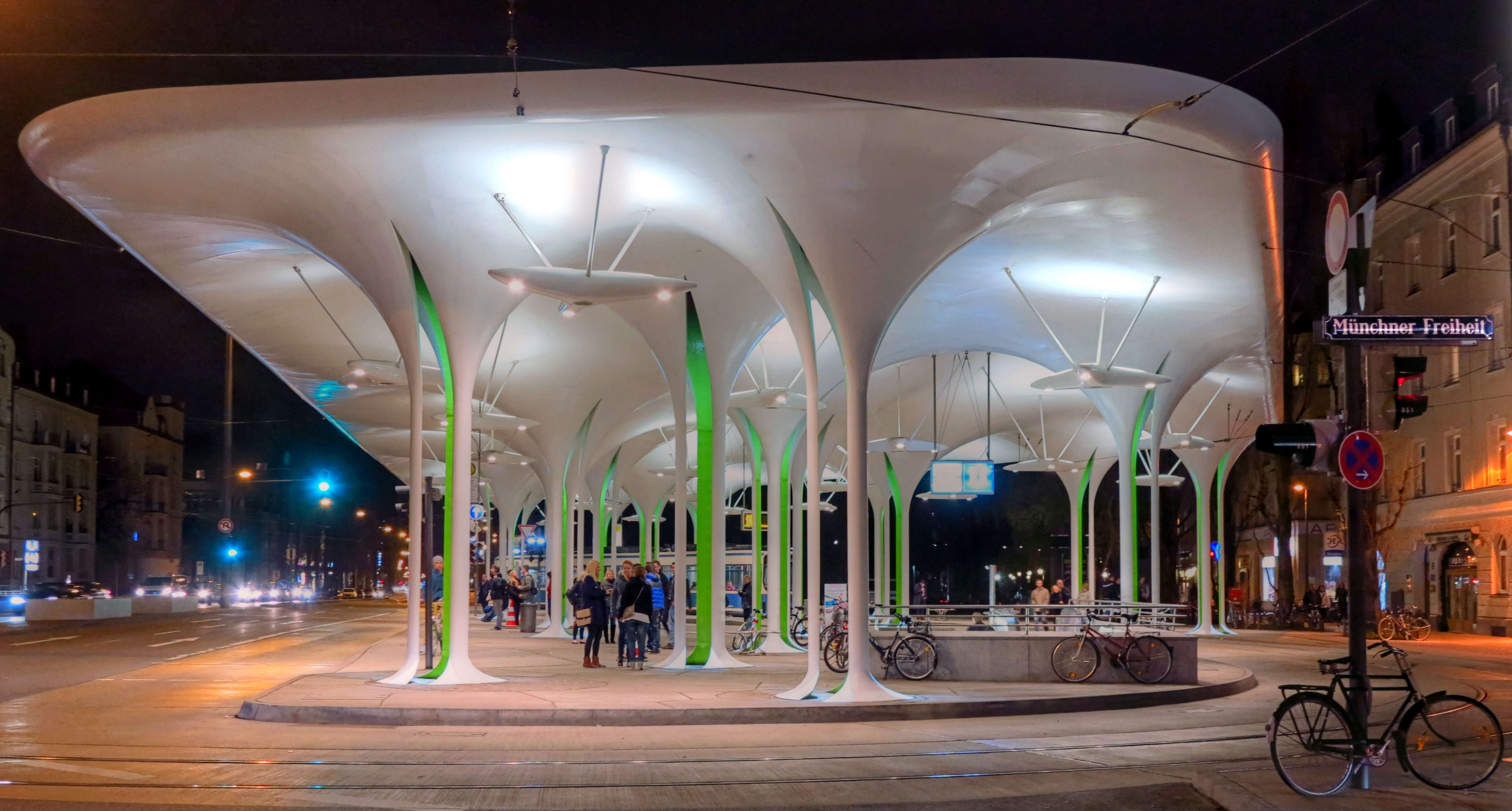
Trambahn- und Bushaltestelle, Münchner Freiheit

Sailer Stepan und Partner ist ein Büro für Tragwerksplanung mit Hauptsitz in München und einer Niederlassung in Bamberg.

## Geschichte
1954 gründete Karl Sailer das Ingenieurbüro mit Sitz in der Hohenzollernstraße in München. 1956 kam Kurt Stepan als freier Mitarbeiter hinzu. 1964 dann auch Fritz Sailer als freier Mitarbeiter. 1966 wurde die vormalige GbR zu Sailer + Stepan umfirmiert. Karl Sailer zog sich ab 1967 langsam zurück und schied 1978 aus dem Büro aus. 
1992 folgte der Umzug in die Ingolstädter Straße im Münchner Norden. 1995 fand die Umwandlung in Sailer Stepan und Partner GmbH statt. 2005 wurde den späteren Geschäftsführern Rudolf Findeiß, Stefan Schmidt, Hjalmar Schoch und Thomas Winkler die Prokura erteilt. 2013 folgte die Aufnahme der vier Ingenieure als geschäftsführende Gesellschafter.
Ende 2016 schieden Kurt Stepan und Fritz Sailer aus dem Büro aus; stehen aber dem Büro beratend zur Seite.

## Tragwerksplanung
- 1968: Maria am Hauch, Nürnberg (Architekt: Jakob Semmler)
- 1970: St. Peter, Oberhaunstadt (Architekt: Josef Elfinger)
- 1981: Ostenstraße 18, Eichstätt (Architekt: Universitätsbauamt Eichstätt unter Leitung von Karljosef Schattner)[4]
- 1984–1988: St. Monika Ingolstadt (Architekt: Erhard Fischer)
- 1985–1988: Mensa der Universität Eichstätt (Architekt: Universitätsbauamt Eichstätt unter Leitung von Karljosef Schattner mit Norbert Diezinger, Jörg Homeier, Wilhelm Huber)
- 1993: Fraunhofer-Haus, München[5] (Architekt: Henn)
- 1993: Wilkhahn Montagehalle, Bad Münder am Deister
- 1994: Atelierhaus Herzog (Architekt: Thomas Herzog mit Peter Bonfig)[6]
- 2001: Paul-Löbe-Haus, Berlin
- 2003: Marie-Elisabeth-Lüders-Haus, Berlin
- 2005: Allianz Arena, München[7] (Architekt: Herzog & de Meuron)
- 2006: Professor Fleischmann Halle, Ingolstadt (Architekt: Karl Frey mit Landschaftsarchitekt Wolfgang Weinzierl)[8]
- 2009: Straßenbahnhaltestelle Münchner Freiheit
- 2010: Verwaltungsgebäude für Arbeiterangelegenheiten, München
- 2011: Hochschule für Fernsehen und Film München / Staatliches Museum Ägyptischer Kunst, München
- 2013: InterContinental, Davos
- 2017: Museum Burg Cadolzburg
- 2018: St. Josef, Holzkirchen (Architekt: Eberhard Wimmer)[9]
- Im Bau: Hotel Königshof, München[10]

## Auszeichnungen und Preise
- 2014: Leo-von-Klenze-Medaille für Fritz Sailer und Kurt Stepan
- 2018: Sonderpreis – Holzbaupreis Bayern für St. Josef, Holzkirchen

## Publikationen
- Sailer Stepan und Partner: Projekte. Franz Schiermeier Verlag München, 2013, ISBN 978-3-943866-12-4.